# Coelotes robustus
Coelotes robustus là một loài nhện trong họ Amaurobiidae.
Loài này thuộc chi Coelotes. Coelotes robustus được miêu tả năm 1990 bởi Jia-Fu Wang et al..